# Acid lauric
Acidul lauric (cunoscut și sub denumirea IUPAC acid dodecanoic) este un acid carboxilic natural cu formula de structură restrânsă CH3-(CH2)10-COOH. Este un acid gras saturat.